# Nicotiana longiflora
Espèce
Nicotiana longiflora est une espèce de la famille des Solanaceae. Dénommée longflower tobacco ou long-flowered tobacco c'est une espèce originaire d'Amérique du Sud qui est parfois cultuvée pour ses fleurs tubulaires qui dégagent une odeur très douce la nuit. Son aire d'origine s'étend de la Bolivie au Brésil et au nord de l'Argentine. Elle est annuelle ou pérenne et pousse principalement dans le biome subtropical.
Nicotiana longiflora a été une source importante de résistance aux maladies dans les tabacs flue-cured et Burley. Certaines des maladies telles que le black shank, le root-knot, et wildfire sont liées à des nématodes. La forme de résistance N. longiflora confère une quasi-immunité contre la race 0 du black shank, mais aucune résistance à la race 1. L'une des variétés encore utilisées aujourd'hui est la 14 x L8, la deuxième variété de tabac burley la plus populaire aux États-Unis.

## Systématique
Le nom correct complet (avec auteur) de ce taxon est Nicotiana longiflora Cav..
Ce taxon porte en français les noms vernaculaires ou normalisés suivants : tabac à fleurs longues,, Tabac à longues fleurs,.
Nicotiana longiflora a pour synonymes :
- Nicotiana acuta A.St-Hil.
- Nicotiana acuta Griseb.
- Nicotiana acutiflora A.St.-Hil.
- Nicotiana dilatata Link
- Nicotiana longiflora var. acutiflora (A.St.-Hil.) Comes
- Nicotiana longiflora var. breviflora Comes
- Nicotiana longiflora var. grandifolia Morong
- Nicotiana longifolia Cav.
- Nicotiana viscosa var. dilatata (Link) Comes